# 捷克克鲁姆洛夫
捷克克鲁姆洛夫（捷克語：Český Krumlov；「捷克」也直譯為「切斯基」），旧称莫尔道河畔克鲁毛（德語：Krumau an der Moldau）或波西米亚克鲁毛（德語：Böhmisch Krumau），是捷克的一个小城镇。「克鲁毛」（Krumau）在德语中意为“高低不平的草地”。该镇有14,100名居民，位于南波希米亚地区（捷克共和国的一个行政区）。

## 歷史

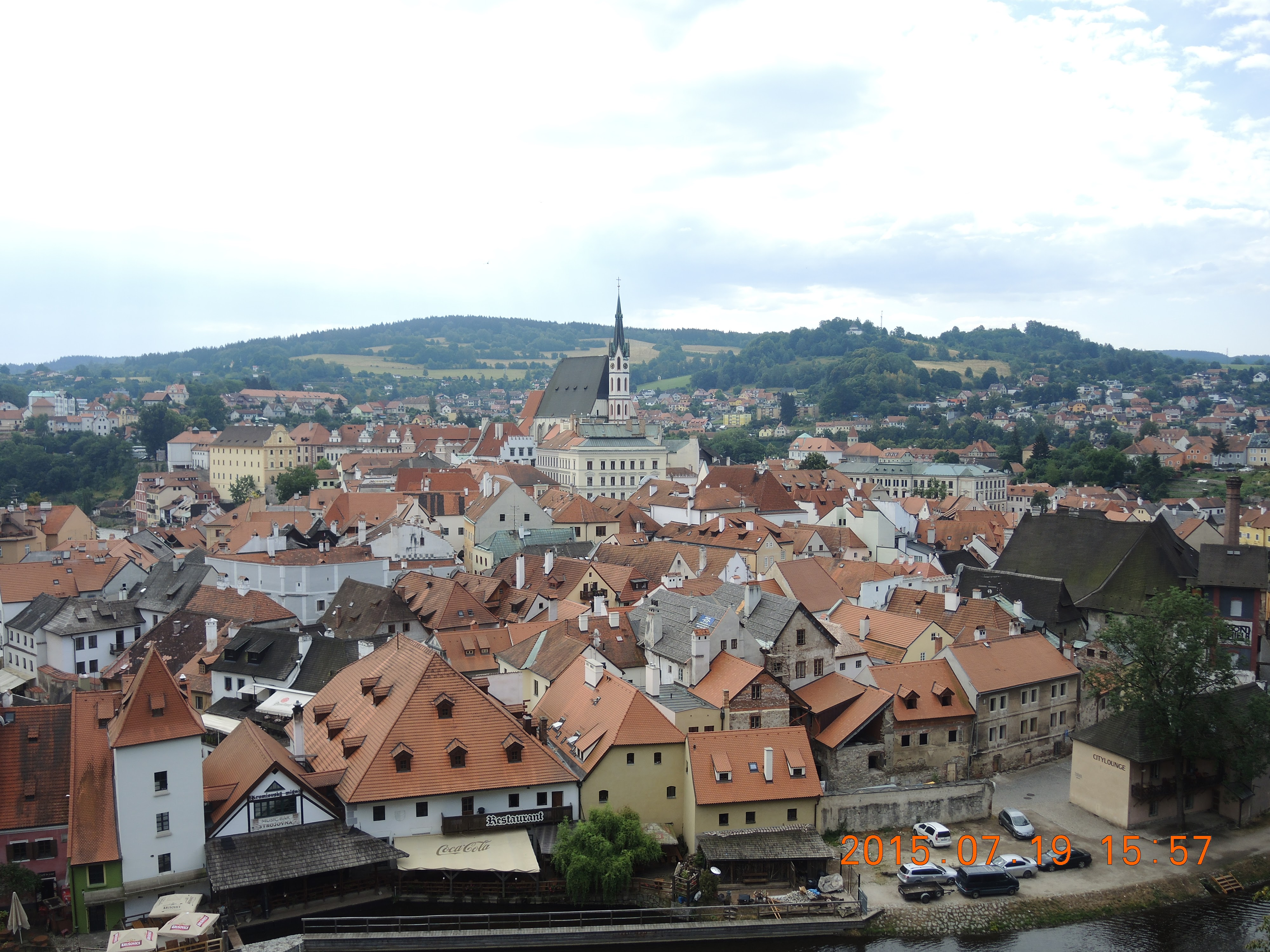
捷克克鲁姆洛夫

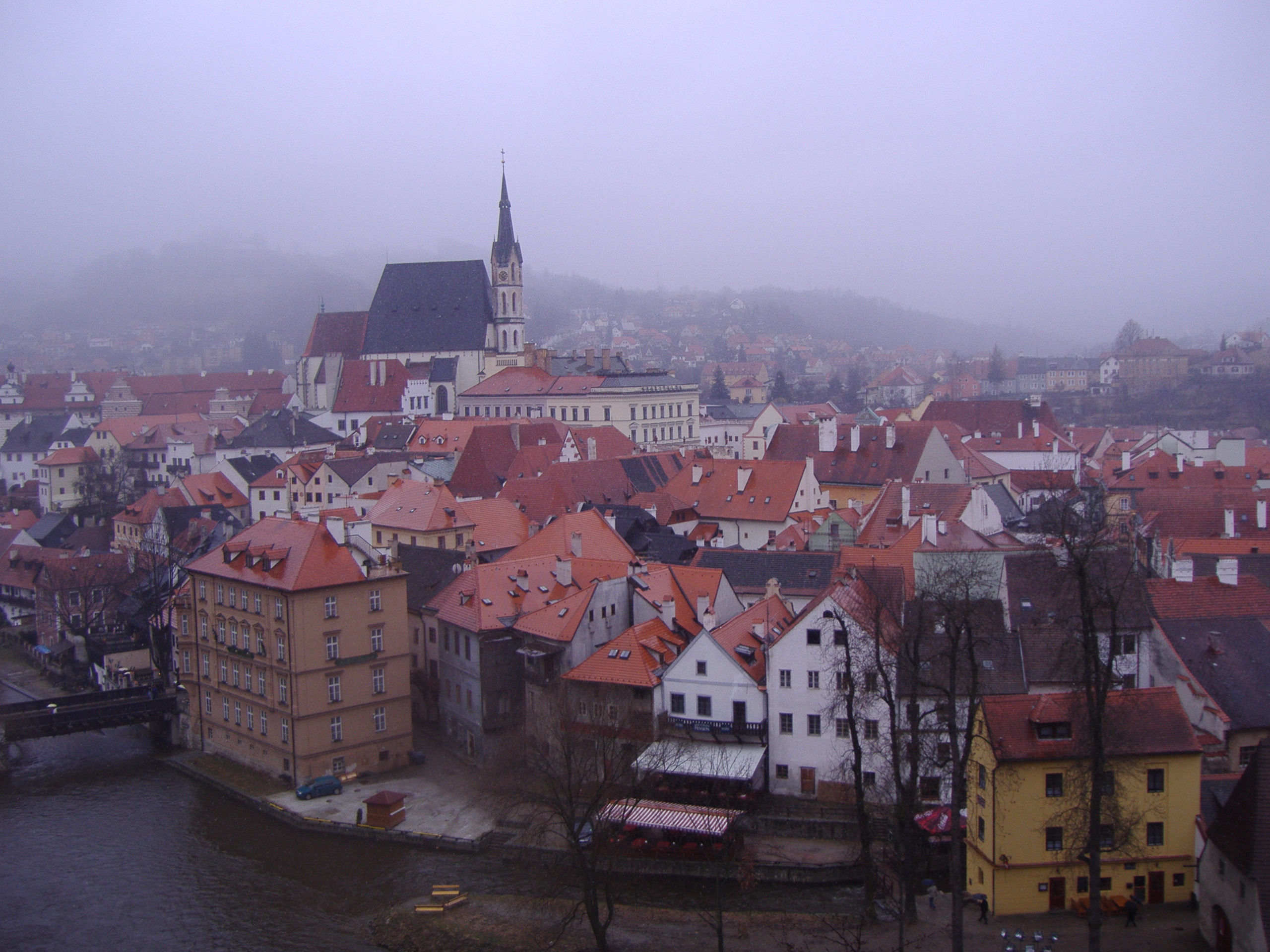
从城堡俯瞰克鲁姆洛夫的老城

哥德式样的捷克克鲁姆洛夫城堡是在公元1250年左右由克鲁毛领主（Herr von Krumau）兴建。在公元1302年，该家族衰败之后，克鲁毛成为罗森贝格家族（Rosenberg）的领地，又于1602年，由来自哈布斯堡家族的神圣罗马帝国皇帝鲁道夫二世购得。在白山战役（Weißen Berg）之后，哈布斯堡家族将其赏赐给了该家族支系的封建贵族，很可能是斐迪南二世。1628年，皇帝费迪南二世把克鲁毛公爵称号并克鲁毛地区一并授予汉斯·乌尔里希·冯·埃根贝格，1649年，克鲁毛公爵头衔并封地一并由他儿子约翰·安东继承，他娶了玛丽·恩斯特妮，来自施瓦岑贝格家族的女伯爵，他们夫妻没有后代。1719年，在夫妻双双去世之后，埃根贝格家族在波西米亚的所有封号、财产包括克鲁毛都由他们的近亲，施瓦岑贝格下级亲王（Fürsten Schwarzenberg）继承。目前克鲁毛仍为施瓦岑贝格家族领地，现任克鲁毛公爵为卡雷尔·施瓦岑贝格。
到1910年，该城有8662名居民，其中德语人口为7367名。在1918年哈布斯堡君主制彻底崩溃之后，该城在1918年10月到1919年9月间短暂隶属于当时的“奥地利联邦州”，这是当时新成立的德奥共和国的一个州。在1918年11月，该城被捷克军队占领。在1938年《慕尼黑协定》签署后，直到1945年纳粹政权垮台前，该城由已被纳粹德国吞并的奥地利（Gau Oberösterreich）管辖。其德语人口在二次大战结束后不久被强行迁出。官方名称改为按照捷克语拼法的Krumlov（克鲁姆洛夫）。
该城位于伏尔塔瓦河的上游，十三世纪时由于其处于一条重要的贸易路线上而逐渐兴起繁盛。大部分建筑建于十四世纪到十七世纪之间，多为哥特、文艺复兴和巴洛克式样。老城被流经该处的马蹄铁型的伏尔塔瓦河环绕，而著名的城堡则建在河的对岸。

## 旅游

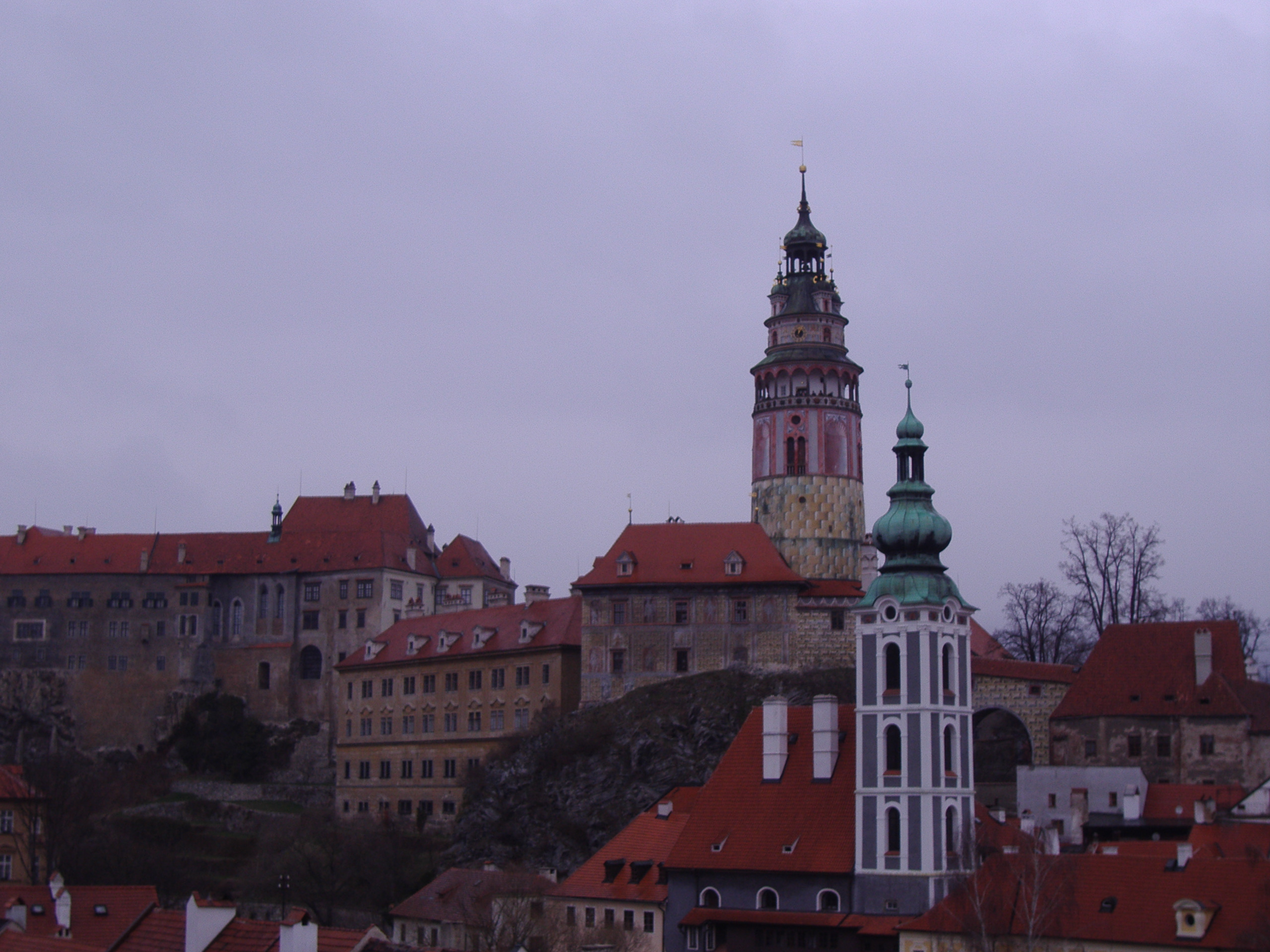
从老城看城堡

捷克克鲁姆洛夫的老城中心基本上保持了中世纪的风貌，已经被联合国教科文组织列入世界文化遗产。
捷克克鲁姆洛夫城堡是捷克除布拉格城堡之外最大的一个古堡。城堡中有一个完好保存至今的巴洛克式剧场以及一些原始的布景和道具。考虑到其年代久远，一年只在该剧场上演一次歌剧，主要是巴洛克时期的剧目。
捷克克鲁姆洛夫也捷克重要的文化中心之一，每年都会举办一些庆祝或者纪念活动。其中最著名的是，“五瓣玫瑰花节”，在每年夏至日的那个周末举办。

## 名人
- 罗日姆贝克家族（1250-1602），波西米亚贵族家族，修筑了羅日姆貝克城堡
- 艾根贝格家族（1622-1717），史蒂利亚贵族家族
- 卡尔·安东·希克尔（1745 – 1798），苏台德德意志人，奥地利古典主义画家
- 埃贡·席勒（1890-1918）1911年，埃贡·席勒曾迁往克鲁毛，这是他母亲的出生地。他在这里建起了画室，在绘此画出了《克鲁毛的风景》这一传世名画。他的一些行为，如未婚同居、给年轻女人画裸体素描，这招致了当地人的反感。他只得在同年搬出，去了维也纳。至今在捷克克鲁姆洛夫席勒的故居修有一座纪念埃贡·席勒的埃贡·席勒艺术中心。偶尔也会展出一些其他名家的现代艺术作品。
- 安娜·克勞米 (1940年7月18日—)，德裔捷克人，出生於捷克克魯姆洛夫，是一位畫家和雕塑家。出生於波希米亞，在奧地利長大

## 友好城镇
| 捷克克魯姆洛夫的姐妹城镇如下： - 德国豪岑贝格 - 乌克兰卡卢什 - 拉努蒂德韦尔斯 - 美国迈阿密海滩 - 義大利圣吉米尼亚诺 - 斯洛維尼亞斯洛文尼格拉代茨 - 奥地利弗克拉布吕克 | - 秘魯库斯科 - 杜布罗夫尼克 - 爱沙尼亚库雷萨雷 - 奥地利林茨 |